# ラジオほっとタイム
『ラジオほっとタイム』は、NHKラジオ第1放送で1999年4月1日から2008年3月28日まで平日13:05から17:55にかけて放送されたラジオ番組。
午後のひと時、リスナーにくつろぎを提供することを目指した様々なコーナーを各時間帯に配して放送。以前は「午後のロータリー」「こんにちはラジオセンター」・「NHKラジオセンター（午後）」・「アラウンド日本」というタイトルだった。NHKワールド・ラジオ日本でも13:30～13:55・16:30～17:55で同時放送。
放送番組の17年ぶり大改編に伴い「つながるラジオ」に衣替えする形で終了した。

## パーソナリティ
- 有江活子（当時ラジオセンター専属キャスター）
- 新井成吉（当時NHKアナウンサー、1999年4月 - 2001年3月）
- 野口博康（当時NHKアナウンサー、2001年4月 - 2006年3月　2006年4月からは「ラジオあさいちばん」土日を担当）
- 古屋和雄（当時NHKアナウンサー、2006年4月 - 2008年3月）

2004年3月までは新井・野口と有江の2名が1週おきに担当していたが、2004年から2名が毎日担当するようになる。

## 時間割
- 各時間帯の00分-05分ごろ（15時台のみ10分ごろ）までと30分-33分ごろに全国ニュース、55分から5分間はローカル情報を編成。16:53に全国道路交通情報。毎時28分と58分は「ところによって」交通情報。時刻はあくまで目安。
- 2005年度のみ『ひるの散歩道』を13時台前半に放送したため13:30開始だった。

2003年度まで
- 13時台前半 - 列島リレーニュース
- 13時代後半 - 気象歳時記（2001年度開始、気象キャスターの中村次郎が出演）、ふるさとマイタウン（2002年開始、コミュニティーFMからリポート）
- 14時台 - くらしの電話相談
- 15時台 - ネットワークにっぽん[注釈 1]（基幹局から放送）
- 15:45 気になることば（2003年10月から、梅津正樹が出演）総合テレビ『お元気ですか日本列島』でも放送される。
- 16時台 - ミュージックボックス（2000年開始、黒田恭一など曜日毎に評論家が登場）
- 17時台 - いきいきホットライン（1996年開始、毎回週代わりでテーマを決めてリスナーやゲストの意見交換を行う）

2004年度
野口・有江が揃って出演するようになり、電話相談は野口のみ、ミュージックボックスは有江のみで進行する。
- 13:05 - 13:30 リレーニュース
- 13:33 - 13:55 気象歳時記、なぞかけ問答、ふるさとマイタウン
- 14:05 - 14:55 くらしの電話相談
- 15:05 - 15:30 ネットワークにっぽん

2004年度は東京のアンカーが各地の記者とやり取りする形式に変更。
- 15:33 - 15:45 暮らしQ

くらしにまつわる素朴な疑問をリポーターが取材したり、ゲストに尋ねたりする。年末スペシャルでは服部幸應らが聴取者から寄せられた年末年始の料理・掃除・作法に関した質問に答えた。
気になることばと16時以降は変わらず
2005年度
13:30開始。
- 13:30 - 13:55 列島リレーニュース、気象歳時記
- 14:05 - 14:30 なぞかけ問答、ふるさとマイタウン
- 14:33 - 14:55 くらしQ、くらしの電話相談一口メモ、心伝えて「愛・地球博」（9月までの開催期間限定）
- 15:10 - 15:45 くらしの電話相談
- 15:45 - 15:55 気になることば(総合テレビ「お元気ですか日本列島」内でも同内容を放送)

16時以降は変わらず
2006年度以降
- 13:08　列島あっちこっち　全国各地の道の駅から郷土の話題を取り上げる。
- 13:18　気象歳時記（2007年3月まで）→お天気ウオッチング（2007年4月から）　気象予報士の渡辺博栄が季節の話題を提供。
- 13:33　ちょっと知りたいニュースのつぼ
金曜　週末ほっとランキング
- 13:40　列島リレーニュース
- 14:05　気になることば　
気になることばは総合テレビ「お元気ですか日本列島」内でも同内容を放送
金曜　ふるさとマイタウン　全国各地のコミュニティーFMラジオ放送局を結んで郷土情報を伝える。
- 14:15　なぞかけ問答　2004年度開始。月に一度、大賞を決める。師範は天野祐吉、泉麻人、神田紅、古今亭志ん輔（現在放送中のつながるラジオでも行なわれている）。

函館放送局は毎週木曜日別番組のため放送なし。
- 14:33 - 15:28　くらしの電話相談

14時台後半は旭川局と函館局は毎週木曜日別番組のため放送なし。
- 15:33 - 16:53　ビュッフェ131

この時間のみ架空の列車のビュフェという設定で放送される。
- - 15:33　料理コーナー　毎週旬の食材をテーマに掲げ、日替わりで登場するシェフがレシピを披露。金曜は駐日の大使館員が出演。
  - 16:05　トークコーナー　ゲストに旅にまつわる話を聞く。金曜は"常連"黒田恭一がゲスト。

東海・北陸は毎週木曜日別番組のため放送なし （短縮時はビュッフェ131の前半を放送）
- 16:53　全国道路交通情報(日本道路交通情報センター九段センターの担当者が全国の高速道路情報を伝える)

16時台は仙台、関西は別番組のため放送なし。
- 17:05　いきいきホットライン

関西は別番組のため放送なし。国際放送NHKワールド・ラジオ日本で同時放送。
16-17時台は大相撲開催時は休止。高校野球開催時も原則として休止するが雨天などの中止の場合、14～15時台、17時台は過去に放送した内容を再構成して放送する。また国会や臨時ニュースによる休止・短縮を行う場合がある。

## 年末スペシャル
12月28日までに年内の通常放送は終了する。「ほっとタイム」毎年最後の放送はネットワークにっぽんの特集番組を放送。12月29日から31日は「ラジオ年末スペシャル」として師走の風景や帰省交通情報、なぞかけ問答スペシャルなどを放送する特別番組を放送していた（12時台から18時50分まで）。きょうも元気でわくわくラジオも同様の内容で放送されていた。